# Робіна Мукім'яр
Робіна Джалалі, також знана як Робіна Мукім'яр (нар. 3 липня 1986, Кабул, Афганістан) — афганський політик і легкоатлетка, яка представляла Афганістан на Олімпійських іграх 2004 і 2008 років і в 30 інших міжнародних змаганнях з забігу на 100 метрів. На спортивній арені виступала під псевдонімом Мукім'яр, а балотувалася на місце в нижній палаті парламенту Афганістану, використовуючи своє прізвище Джалалі.
Привернула міжнародну увагу тим, що бігла в хіджабі, традиційному головному уборі для мусульманок. Разом з дзюдоїсткою Фрібою Разаї вперше представляла Афганістан на Олімпійських іграх  на літніх Олімпійських іграх 2004 року в Афінах як жінка.

## Біографія
Народилася в Кабулі, Афганістан. В сім'ї було дев'ять дітей (сім дівчат і двоє хлопчиків). Батько був бізнесменом у комп'ютерній індустрії, а потім керував некомерційною компанією, яка навчала афганських жінок шити. Здобув освіту вдома в епоху талібану, коли навчання дівчаток було заборонено. Робіна пішла в школу після 2001 року. Якийсь час працювала в Kabul Bank. Описуючи життя у період талібану, вона сказала: «Нам, дівчатам, не було що робити під час панування талібів. Ми не могли ходити до школи. Ми не могли грати, ми не могли нічого робити. Ми сиділи просто вдома увесь час». Тому представляти країну на міжнародних змаганнях змогла після зміни режиму.

## Спортивна кар'єра
У лютому 2004 року взяла участь у чемпіонаті Азії з легкої атлетики у приміщенні. Афганська бігунка стартувала на дистанції 60 метрів, де поступилася всім своїм суперницям із забігу на понад 2 секунди. У березні 2004 року мала виступити на дистанції 60 метрів на Чемпіонаті світу в приміщенні, проте не вийшла на старт змагань.

### Олімпійські ігри 2004 року
Брала участь у бігу на 100 метрів серед жінок. Фінішувала сьомою з восьми з результатом 14,14 секунди, змогла випередити на 0,15 секунди Фартуну Абукара Омара з Сомалі. Забіг виграла ямайка Вероніка Кемпбелл з результатом 11,17 секунди. На момент події Мукім'яр було 17 років. На старт змагань вона вийшла в закритому одязі, а не в аеродинамічному спортивному костюмі.
2014 року після дискваліфікації українки Жанни Пінтусевич перемістилася на 6-ту позицію.

### Олімпійські ігри 2008 року
Спочатку не мала брати участь в Олімпійських іграх 2008 року в Пекіні, але приєдналася до команди Афганістану після того, як бігунка Мехбоба Ахд'яр покинула тренувальний табір у червні задля отримання політичного притулку в Норвегії. На літніх Олімпійських іграх 2008 року брала участь у забігу на 100 метрів. У своєму першому раунді посіла восьме й останнє місце з результатом 14,80, чого було недостатньо для подальшої участі.
«Ґардіан» описав її як справжнє втілення олімпійського духу:
«Олімпійські кільця є найвідомішим символом на планеті, і кожен командний гравець хоче перетворити Ігри на рекламу безалкогольних напоїв і кредитних карток. Проте, попри допінгові скандали та зловживання, все ще є спортсмени, які втілюють олімпійський дух. Тож зустрічайте афганську бігунку, якій довелося ховатися від талібів, бразильську гімнастку з гетто й еквадорського легкоатлета, який зробив 459-кілометрове паломництво після своєї першої золотої медалі, можливо, не всі вони виграли, але всі вони заслуговують на наше захоплення».

## Політична кар'єра
На парламентських виборах у вересні 2010 року як незалежна кандидатка балотувалася в нижню палату Національної асамблеї Афганістану Волесі Джірга, але не набрала достатньо голосів. Вона сказала, що у разі перемоги сприятиме розвитку шкільних секцій з легкої атлетики в Афганістані, але не була обрана.
2019 року обрана народним депутатом. Її термін був скорочений через падіння уряду Афганістану 15 серпня 2021 року і приходу до влади Талібану. Була віцепрезидентом національного олімпійського комітету Афганістану, займаючись питаннями жінок у спорті. У січні 2020 року, отримавши максимально можливі 30 голосів делегатів, обрана головою національної федерації легкої атлетики Афганістану.